# Eisphora
L’eisphora (en grec ancien εἰσφορά, littéralement « versement, contribution ») est, dans la Grèce antique, un impôt exceptionnel sur le capital, levé par une cité pour faire face aux dépenses liées à une guerre.
L'essentiel des sources concerne l'Athènes du IVe siècle av. J.-C., mais l’eisphora est également attestée ailleurs. Par exemple, Charidème y recourt en Étolie pour financer la guerre contre Artabaze ; la Béotie fait de même pendant la guerre de Corinthe. Même Sparte pratique la levée d'un impôt direct.

## À Athènes
L’eisphora frappe les citoyens (y compris les mineurs) et, au moins à partir de la fin du Ve siècle av. J.-C., les métèques. Elle touche l'ensemble des biens d'un individu, mobiliers (esclaves, objets de valeur, argent monnayé, etc.) ou immobiliers (ateliers, terres, maisons, etc.), à l'exception de ceux dont ils sont locataires (concessions minières, fermes). En l'absence de cadastre et compte tenu de la parcellisation des propriétés, seul le propriétaire est réellement en mesure de dire ce qu'il possède. En conséquence, les contribuables doivent déclarer eux-mêmes la valeur de leurs biens (τίμημα / tímêma), ce qui laisse la porte ouverte aux tentatives de fraude.

### Création
Sa date de création n'est pas connue avec certitude. Thucydide explique qu'à l'automne 428 av. J.-C., dans la perspective de faire face au siège de Mytilène, « les Athéniens versèrent eux-mêmes, pour la première fois alors, une contribution extraordinaire (eisphora) de deux cents talents » Or le second décret de Callias évoque déjà l’eisphora comme une institution. Une partie des historiens datent ce décret de 434-433 av. J.-C. ; pour eux, l’eisphora de 428 av. J.-C. est la première de la guerre du Péloponnèse ou la première à produire un montant aussi élevé. D'autres historiens assignent une date plus tardive au décret et considèrent que l’eisphora de 428 av. J.-C. est bel et bien la première instituée. En 424 av. J.-C., Aristophane l'évoque comme une chose habituelle. Au IVe siècle av. J.-C., Démosthène en connaît au moins deux pendant les 10 ans de sa tutelle ; les orateurs attiques en parlent fréquemment.

### Assiette
Il semble que l'assiette soit déterminée par la détention d'un capital fixe. On sait que la classe la plus pauvre de la classification de Solon, les thètes, ne sont pas imposables. Au Ve siècle av. J.-C., la classe des zeugites dispose d'un revenu de 200 drachmes par an, soit un capital de 2 500 drachmes, sur la base de 8 % de rendement ; au IVe siècle av. J.-C., le revenu nécessaire pour être zeugite est ramené à 150 drachmes, soit un capital de 1 875 drachmes. Il est probable que le seuil de l’eisphora ait été identique.
En 322 av. J.-C., Antipater abolit la démocratie et fixe à 2 000 drachmes le capital nécessaire pour jouir de tous ses droits politiques ; 9 000 Athéniens restent citoyens. Sur cette base, certains auteurs ont estimé que 6 000 personnes possédaient 2 500 drachmes de capital et étaient donc imposables. D'autres penchent pour un nombre de contribuables plus élevé, de 14 000 à 22 000 (en 428 av. J.-C.) ou 20 000 (au IVe siècle av. J.-C.). Dans l'ensemble, l’eisphora concerne donc « une forte minorité d'Athéniens », métèques inclus.

### La réforme de 378-377 av. J.-C.
L’eisphora perd sa justification avec la fin de la guerre du Péloponnèse. Athènes prélève une taxe appelée également eisphora pour rembourser l'argent emprunté par les Trente auprès de Sparte, mais il ne s'agit pas d'une levée normale.
Les prélèvements recommencent en 395 av. J.-C. avec la guerre de Corinthe, durant laquelle cinq à six levées sont effectuées. Ils cessent lors de la paix de 386 av. J.-C., mais reprennent en 378 av. J.-C. à l'occasion du nouveau conflit, d'autant que cette fois, Athènes a juré de ne pas lever de tribut sur ses alliés. L’eisphora fait alors l'objet d'une réforme. Polybe indique qu'il est procédé à une évaluation (timêma) de tous les biens de l'Attique, qui aboutit à un montant total déclaré de 5 750 talents — il passera quelque temps plus tard à 6 000 talents.
Ce montant a paru trop bas à certains historiens, notamment par rapport au trésor athénien de 431 av. J.-C.. Pour eux, le timêma ne représente qu'une partie de la richesse attique totale (ousia), évaluée à 20 000 talents minimum. En s'appuyant sur des passages difficiles de Julius Pollux et de Démosthène, ils considèrent que l’eisphora est un impôt progressif, s'appuyant sur les classes soloniennes : pour les pentacosiomédimnes (la classe la plus riche), l'assiette imposable serait du cinquième du capital réel. Cette proportion passerait à un sixième pour les chevaliers et à un douzième pour les zeugites. Cette théorie est rejetée par d'autres historiens, qui évaluent différemment les sources. Pour eux, les classes de Solon n'ont plus de sens au IVe siècle av. J.-C. et ne peuvent pas servir à des fins fiscales : elles se fondent sur le revenu, alors que l’eisphora est un impôt sur le capital. En outre, selon ces classes, un ouvrier qualifié du Ve siècle av. J.-C., payé une drachme par jour, aurait été considéré comme un chevalier, ce qui ne paraît pas vraisemblable.
La principale innovation porte sur le mode de répartition de l’eisphora. Selon Philochore, « les Athéniens furent pour la première fois divisés en symmories sous l'archontat de Nausinicos ». Le philosophe Clidémos indique également qu'« ils furent aussi divisés en cinquante groupes qu'ils appelèrent naucraries, de même que les cent groupes entre lesquels ils sont actuellement divisés sont appelés symmories. » Certains historiens en déduisent que les symmories (ou groupes fiscaux) instituées sont au nombre de cent. D'autres estiment qu'elles sont vingt, comme les vingt symmories que la loi de Périandre institue en 357 av. J.-C. pour la triérarchie.